# Wendell Harrison

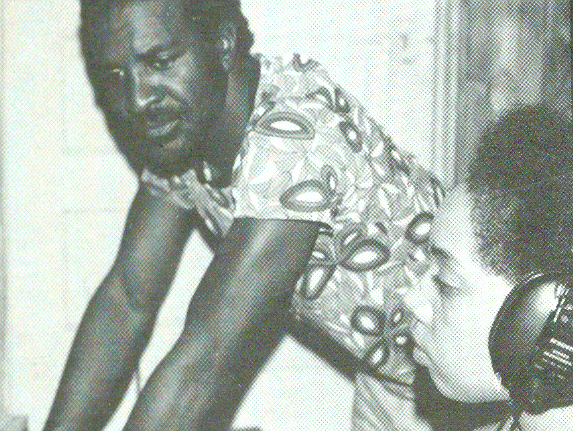
Wendell Harrison

Wendell Harrison (* 1942 in Detroit) ist ein US-amerikanischer Tenorsaxophonist und Klarinettist.

## Leben und Wirken
Harrison besuchte die Northwestern High School in Detroit, wo er den Trompeter Lonnie Hillyer, den Altsaxophonisten Charles McPherson und den Perkussionisten Roy Brooks kennenlernte, die ihn mit dem Jazz bekanntmachten. Harrisons Mutter war Lehrerin, sein Vater unterrichtete Soziologie an der Southern University in Baton Rouge. Mit fünf Jahren spielte er Klavier, hatte Unterricht bei dem Pianisten Barry Harris, bevor er auf das Konservatorium von Detroit wechselte. Nach der Klarinette wechselte er mit 13 Jahren zum Altsaxophon. 1960 zog er nach New York und spielte in verschiedenen Jazz-, Blues-, R&B- und Latin-Bands, außerdem mit Lou Rawls, Joe Henderson, Kenny Dorham’s Big Band, Hank Crawford, Grant Green, Sun Ra sowie Eddie Jefferson, Sarah Vaughan und Ella Fitzgerald.
Eine Heroinabhängigkeit unterbrach seine Karriere; 1967 begann er eine Rehabilitation bei Synanon. 1970 kehrte er nach Detroit zurück und unterrichtete bei Metro Arts. 1971 war er Mitbegründer der gemeinnützigen Organisation Tribe, die Konzerte veranstaltete, Schallplatten und ein Magazin veröffentlichte, ähnlich der Association for the Advancement of Creative Musicians in Chicago, der Black Arts Group in St. Louis und Strata in Detroit. Er wirkte auch bei Harold McKinneys Album Voices and Rhythms of the Creative Profile (1974) mit. Nach Auflösung von Tribe 1977 schuf er die Organisation Rebirth.
Jenseits von A Message from the Tribe (1972) dürfte das Album The Battle of the Tenors mit Eddie Harris seine bekannteste Veröffentlichung sein. Im Jahr 1994 entstand auf dem Label Enja unter eigenem Namen das Album Rush & Hustle mit Musikern wie James Carter, Harold McKinney und Jerry Gonzalez. Ab den 2000er-Jahren arbeitete er mit Musikern wie Phil Ranelin, Naima Shamborguer, Marion Hayden, Doug Hammond und John Lindberg. 2011 erschien das Album It's About Damn Time. Im Bereich des Jazz war er laut Tom Lord zwischen 1994 und 2016 an 47 Aufnahmesessions beteiligt.

## Diskographische Hinweise
- Phil Ranelin & Wendell Harrison A Message from the Tribe (Tribe, 1972, mit Marcus Belgrave, Charles Moore, Charles Eubanks bzw. Keith Vreeland, William Austin bzw. Reggie Fields, Ike Daney, Jeamel Lee)[2]
- Phil Ranelin: The Time Is Now! (1974)
- Birth of a Fossil (1985), mit Pamela Wise, Duke Billinslea, Harold McKinney, Larry Barris, Darryl Pierce, Lorenzo Brown, Dennis Rowland
- The Carnivorous Lady (1988), mit Marcus Belgrave, Pamela Wise, Thomas Werner, Larry Fratangelo, Duke Billinslea, Shirley Hayden, Michele McKinney
- Fly by Night (1990), mit Kirk Lightsey, Cecil McBee, Doug Hammond
- Live in Concert (1993), mit Wendell Harrison 18 Piece Big Band & Sextet bzw. Wendell Harrison Clarinet Ensemble & Sextet
- Harold McKinney & Wendell Harrison: Something For Pops (1993)
- The Eighth House: Riding with Pluto (2001), mit Jumma Santos
- Urban Expressions (2004)
- Tribe Rebirth (2009)
- Adrian Younge & Ali Shaheed Muhammad: Jazz Is Dead 16: Phil Ranelin & Wendell Harrison (2023)